# Alternanthera micrantha
Alternanthera micrantha är en amarantväxtart som beskrevs av Robert Elias Fries. Alternanthera micrantha ingår i släktet alternanter, och familjen amarantväxter. Inga underarter finns listade i Catalogue of Life.